# روبرت براون (لاعب كرة قدم)
روبرت براون (بالإنجليزية: Robert Brown) (1 يناير 1860 في المملكة المتحدة - ) هو مدرب كرة قدم ولاعب كرة قدم بريطاني (وحمل سابقاً جنسية المملكة المتحدة لبريطانيا العظمى وأيرلندا) في مركز جناح ‏. شارك مع منتخب اسكتلندا لكرة القدم. أما مع النوادي، فقد لعب مع نادي دمبرتون.

## وصلات خارجية
- روبرت براون على موقع الاتحاد الإسكتلندي (الإنجليزية)